# Norbert Garai
Norbert Garai (* 13. Jänner 1900 in Wien, Österreich-Ungarn; † 24. Dezember 1948 in Petach Tikwa, Israel) war ein österreichischer Bühnenautor, Drehbuchautor und Librettist.

## Leben und Wirken
Norbert Garai begann schon in sehr jungen Jahren Theaterstücke wie „Drei Briefe“ (mit Carl Zeska, 1920) zu schreiben, die an bekannten Wiener Spielstätten wie der Renaissancebühne Premiere feierten. Kurz darauf tat er sich mit dem Kollegen Richard Arvay zusammen und bildete (beginnend mit „Die Liebesnacht des Casanova“ (1921)) fortan ein Autoren-Duo. Während sich Arvay 1922 auch dem Film zuwandte, blieb Garai zumeist dem Bühnenlustspiel verhaftet, schuf heitere Stücke wie „Diplomaten spielen Theater“, „Herr Elin erlebt Paris“, „Bobby weint, Bobby lacht“ „Ein unheimlicher Gast“, „Eine Geisha zu vermieten“ sowie „Ein Schuh aus Seide“ und machte sich auch einen Namen als Librettist.
Mit Arvay als Co-Autor schuf er Stücke wie „Alles über einen Leisten“, „Bouleboule“ und „Tross und Tobby“, die gelegentlich auch verfilmt wurden. Gelegentlich wirkte das Duo Arvay-Garai auch als Drehbuchgespann. 1934 kam es bei dem Drama Letzte Liebe mit dem Ehepaar Albert und Else Bassermann zur letzten filmischen Kooperation Garais mit Richard Arvay. Mit dem aufkommenden Nazismus in Deutschland und Österreich verließ Norbert Garai seine Heimat und floh zunächst nach Schweden, wo er ein wenig Arbeit beim Film fand. Schließlich fand er sich in Palästina ein. Unmittelbar nach der Staatsgründung Israels und der letzten Kooperation mit einem Filmprojekt (Helmar Lerskis Adamah) starb Norbert Garai in seiner neuen Wahlheimat.

## Filmografie
Als Drehbuchautor, wenn nicht anders angegeben:
- 1922: Die Frauen des Henry Bricourt (nur künstler. Beirat)
- 1924: Ihre letzte Dummheit (nach Garais Groteske „Jolandas letztes Abenteuer“)
- 1925: Die vertauschte Braut
- 1928: Der Juwelenmarder (Co-Regie und Co-Drehbuch mit Richard Arvay unter dem Signum „Garai-Arvai“).
- 1934: Letzte Liebe
- 1936: Rendezvous im Paradies (Skeppsbrutne Max)
- 1937: En flicka kommer till sta'n (nur Synopsis)
- 1947: Adamah (auch künstlerische Oberleitung)